# Kierownica rowerowa

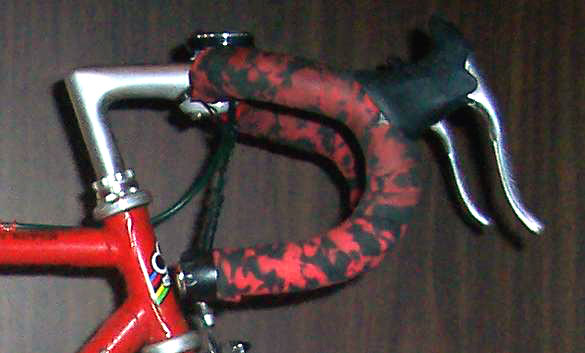
Klasyczna kierownica roweru szosowego

Kierownica rowerowa – element roweru służący do zmiany kierunku ustawienia płaszczyzny koła skrętnego (lub kół) w stosunku do osi roweru, jednocześnie jeden z trzech punktów podparcia rowerzysty (obok pedałów i siodełka).
W większości rowerów kierownica znajduje się bezpośrednio nad przednim kołem i sprzężona jest sztywno z widelcem koła poprzez wspornik i stery. Kształt kierownicy zależy od przeznaczenia roweru, wymogów użytkownika i w pewnym zakresie od aktualnej mody.
W rowerach szosowych stosuje się wykrzywioną kierownicę (tzw. baranek). Można ją trzymać w chwycie górnym i dolnym. Pozwala to na zmniejszenie oporów aerodynamicznych. Szerokość kierownicy szosowej powinno się dobierać w zależności od szerokości barków kolarza oraz stylu jazdy. Najczęściej spotykane szerokości kierownic szosowych to 40 cm, 42 cm, 44 cm i 46 cm. Współcześnie istnieje kilka rodzajów kierownic szosowych - oprócz tradycyjnych stosuje się tzw. „anatomiczne”, ze specjalnie wyprostowanym miejscem na dolnym fragmencie łuku.

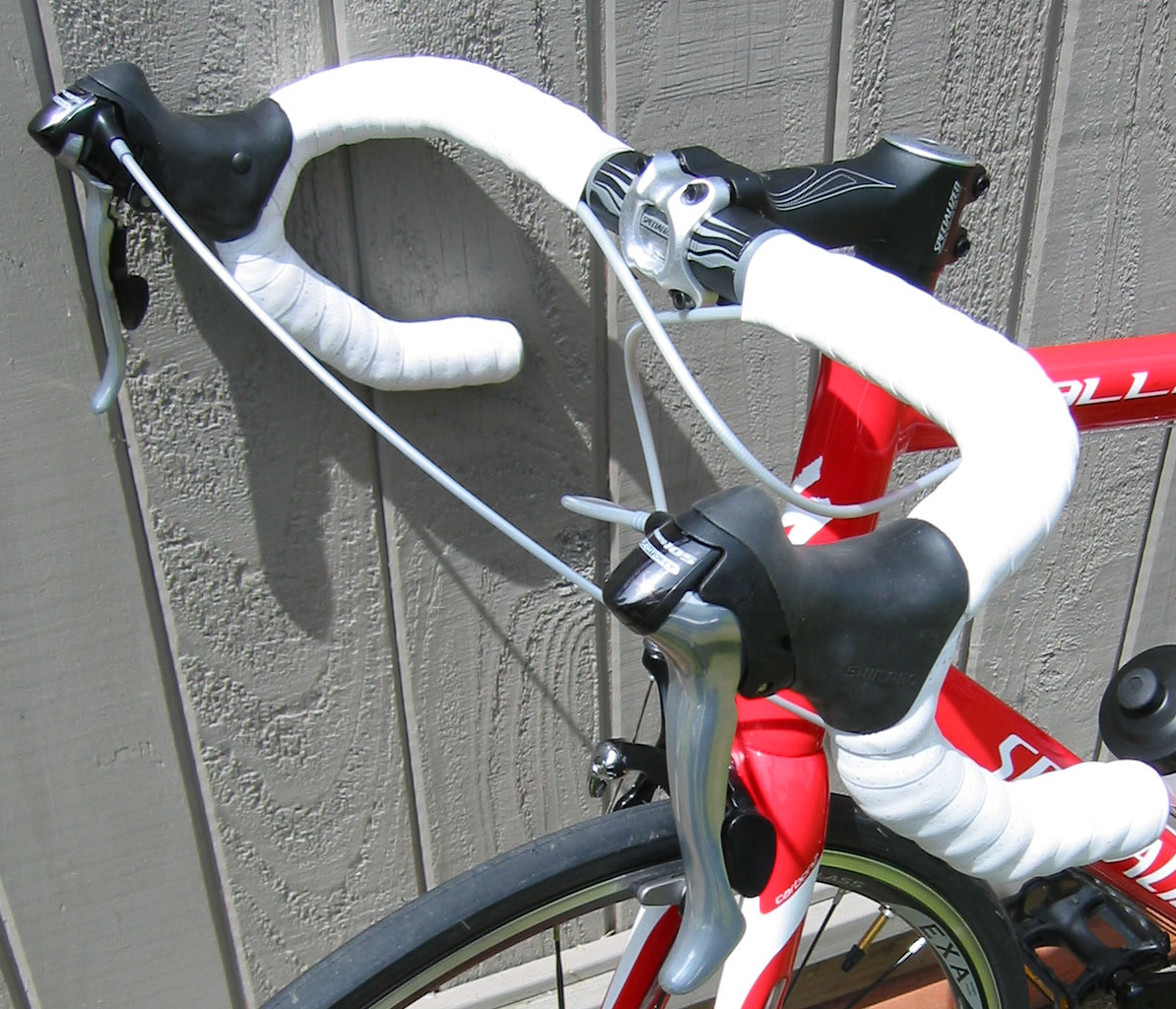
Kierownica szosowa o anatomicznym profilu

Kierownice w rowerach torowych są bardzo podobne do tych z rowerów szosowych, różnią się nieco głębszym profilem wygięcia (dla lepszej aerodynamiki) i są węższe (zazwyczaj do 38 cm).

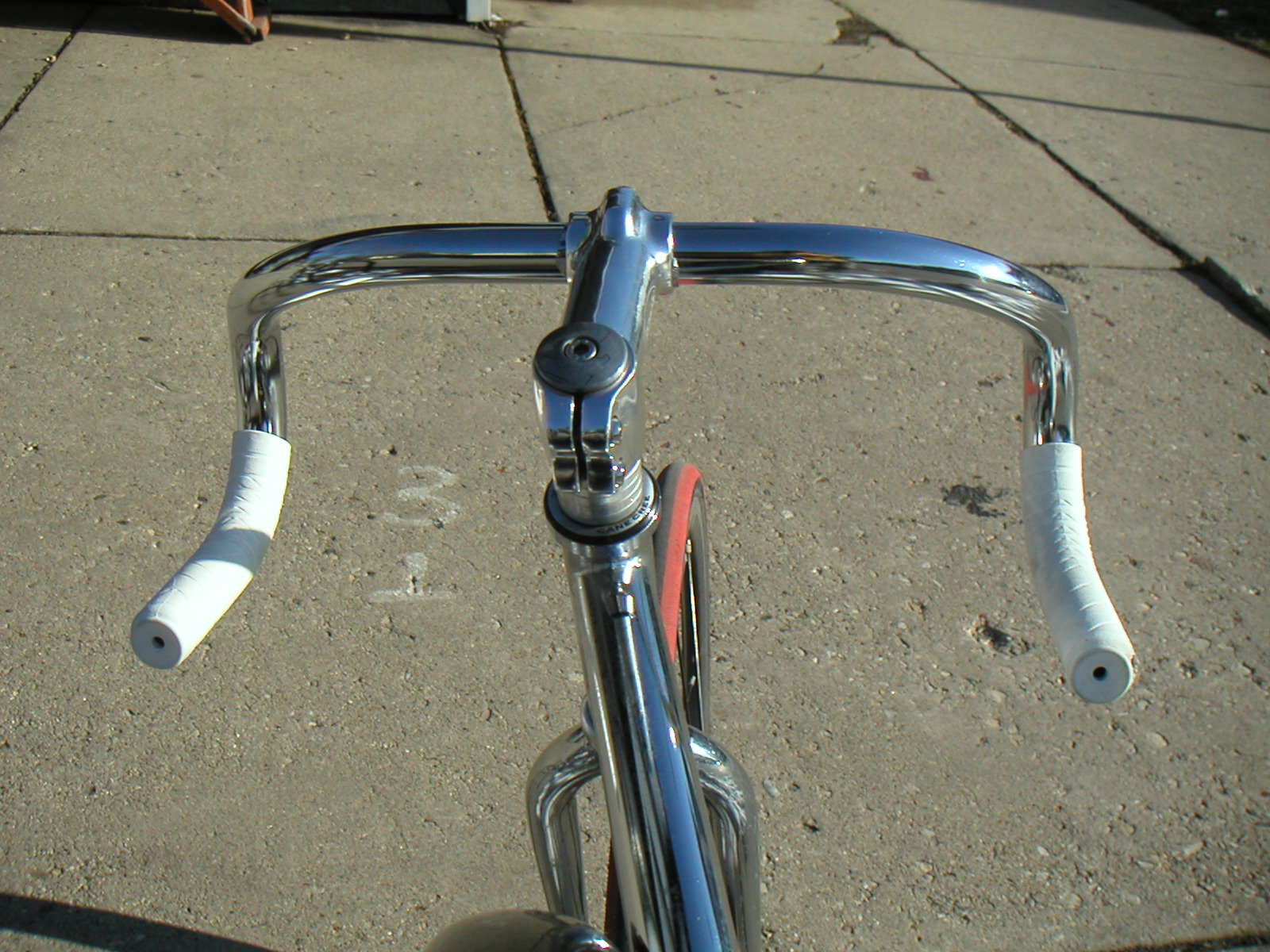
Kierownica torowa

W rowerach górskich kierownice są proste, czasami z niewielkim wychyleniem, zazwyczaj szersze niż kierownice szosowe (szerokość w okolicach 58 cm).
Obecnie najczęściej spotykaną średnicą kierownicy jest 31,8 mm (tzw. oversize). Spotyka się także średnice 26 mm i 25,4 mm (według standardu ISO – 1 cal). Zazwyczaj kierownice mają takie szerokości jedynie w okolicy mocowania mostka, a jej reszta jest wykonana z mniejszą średnicą. Powód, dla którego istnieje trend stosowania kierownic o większej średnicy, to zwiększenie sztywności elementu przy stosunkowo niewielkim wzroście wagi.
Kierownice rowerowe wykonywane są z różnych materiałów. Proste, popularne rowery najczęściej posiadają stalowe kierownice (tanie, masywne i ciężkie). W sportowych rowerach przez wiele lat wykorzystywano kierownice duraluminiowe (nieco droższe, znacznie lżejsze, ale słabsze od stalowych). Obecnie w rowerach wyższej klasy stosuje się kierownice z włókna węglowego. Charakteryzują się bardzo niską wagą, dużą odpornością na zmęczenie materiału oraz lepszym tłumieniem drgań, ale są droższe od aluminiowych. Takie kierownice często tworzą wraz z mostkiem wspólny element.